# 來自天國的喝采
《來自天國的喝彩》（日语：天国からのエール）是一部於2011年10月1日上映的日本電影，由阿部寬主演。

## 概要
以在沖繩縣本部町竭盡心力創立無償的音樂工作室「紫陽音樂村」的人物、2009年逝世的仲宗根陽的故事為底本。導演為熊澤誓人，主演則為編劇尾崎將也的電視劇作品「不能結婚的男人」與「白之春」中擔任主角的阿部寬。因為是扮演真實存在的人物，阿部寬練習沖繩語且借用本人生前的衣物，並為了力求真實，在臨終時三日內減重七公斤。
預告為「『全心給了我責罵，也全心給了我愛』誕生在沖繩的小便當屋裡，一則奇蹟的真實故事。」

## 故事
在沖繩經營小便當屋的大城陽（阿部寬飾），知道來光顧店裡的高校生們，沒有可以讓他們練習樂團的場所，於是自己決定把荒廢的土地，獨力蓋起一座練團室，並且免費提供使用，不過有三個條件：「遇到人必須問候、學校成績必須及格、要成為了解其他人痛苦的人」於是，陽愈來愈受到大家的歡迎。但是有一天，陽突然身體感到不適……

## 登場人物
- 大城陽 - 阿部寬
- 大城美智子 - 美村里江
- 比嘉アヤ - 櫻庭奈奈美
- 真喜志ユウヤ - 矢野聖人
- 伊野波カイ - 森崎ウィン
- 仲村キヨシ- 野村周平
- 大城千代 - 吉田妙子
- 謝敷玲來
- 赤嶺清順 - 田邊啓太
- ミキ - 比嘉梨乃（ヒガリノ）
- 吉田瑠歌
- 真喜志愛子 - きゃんひとみ
- 玉城たず子
- まーちゃん
- 地方雜誌記者 - 前原繪理
- 玉城滿
- 田原雅之

## 工作人員
- 導演 - 熊澤誓人
- 製片人 - 真壁佳子、重松圭一、椋樹弘尚
- 劇本 - 尾崎將也、うえのきみこ
- 攝影 - 金子正人
- 美術 - 瀬下幸治
- 編輯 - 普嶋信一
- 音楽 - 御供信弘、林祐介
- 音樂製作 - 和田亨
- 音響效果 - 柴崎憲治
- 紀錄 - 柳沼由加里
- 照明 - 川邉隆之
- 裝飾 - 北村陽一
- 錄音 - 矢野正人
- 助理導演 - 村上秀晃
- 製作 -「來自天國的喝采」製作委員會
Asmik Ace Entertainment、關西電視台、日本索尼音樂娛樂、Happinet、Linda出版社、茂田Office、讀賣新聞
- 發行 - Asmik Ace Entertainment

### 音樂
- 主題曲：Stereopony「ありがとう」

真實從「紫陽音樂村」出身的樂團。

## 外部連結
- 官方网站
- 來自天國的喝采 （页面存档备份，存于） - allcinema
- 來自天國的喝采 （页面存档备份，存于） - KINENOTE